# Acronema
Acronema é um género botânico pertencente à família Apiaceae.

## Espécies
- Acronema acronemifolium
- Acronema alpinum
- Acronema astrantiifolium
- Acronema bellum
- Acronema brevipedicellatum
- Acronema bryophilum
- Acronema chienii
- Acronema chinense
- Acronema commutatum
- Acronema cryptosciadeum
- Acronema dyssimetriradiata
- Acronema edosmioides
- Acronema evolutum
- Acronema forrestii
- Acronema gracile
- Acronema graminifolium
- Acronema handelii
- Acronema hookeri
- Acronema ioniostyles
- Acronema johrianum
- Acronema minus
- Acronema mukherjeeanum
- Acronema muscicola
- Acronema nervosum
- Acronema paniculatum
- Acronema phaeosciadeum
- Acronema pilosum
- Acronema pneumatophobium
- Acronema pseudotenera
- Acronema radiatum
- Acronema refugicola
- Acronema rivale
- Acronema schneideri
- Acronema sichuanense
- Acronema tenerum
- Acronema wolffiana
- Acronema xizangense
- Acronema yadongense